# Frits Hoogerheide

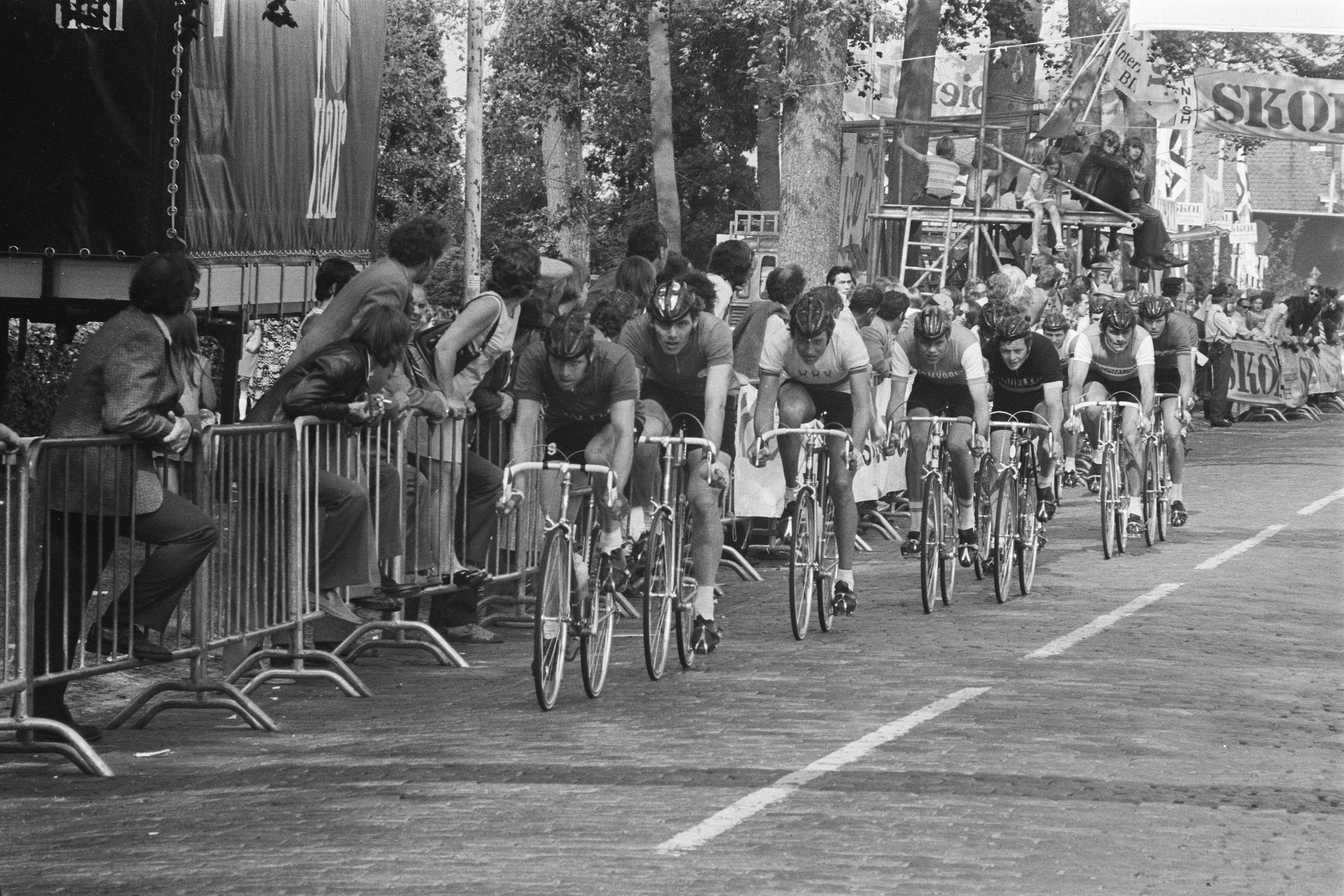
Frits Hoogerheide an erster Position

Frits Hoogerheide (* 27. März 1944 in Ossendrecht; † 3. November 2014) war ein niederländischer Radrennfahrer.

## Sportliche Laufbahn
Hoogerheide war im Straßenradsport aktiv. 1966 gewann er die Eintagesrennen Omloop van Zeeuws-Vlaanderen. 1968 wurde er Zweiter in der Ronde van Midden-Nederland hinter Daan Holst und Dritter in der Olympia’s Tour. In diesem Etappenrennen holte er 1969 einen Tageserfolg.
1969 wurde er Berufsfahrer im Radsportteam Willem II-Gazelle und blieb bis 1972 als Radprofi aktiv. 1970 wurde er 100. und damit Letzter des Gesamtklassements in der Tour de France.  Hoogerheide erhielt die inoffizielle Auszeichnung mit der Lanterne Rouge. In der Vuelta a España 1970 kam er auf den 58. Platz.